# Strathpeffer
Strathpeffer (gaèlic escocès: Srath Pheofhair) és una localitat situada Ross i Cromarty, a les Highland d'Escòcia.
Es troba a 8 km a l'oest de Dingwall, amb una altitud que oscil·la entre 60 i 120 m sobre el nivell del mar. El 2020 tania una població de 1040 habitants.

## Història
Gràcies a la situació estratègica del poble hi ha hagut a prop diverses batalles:

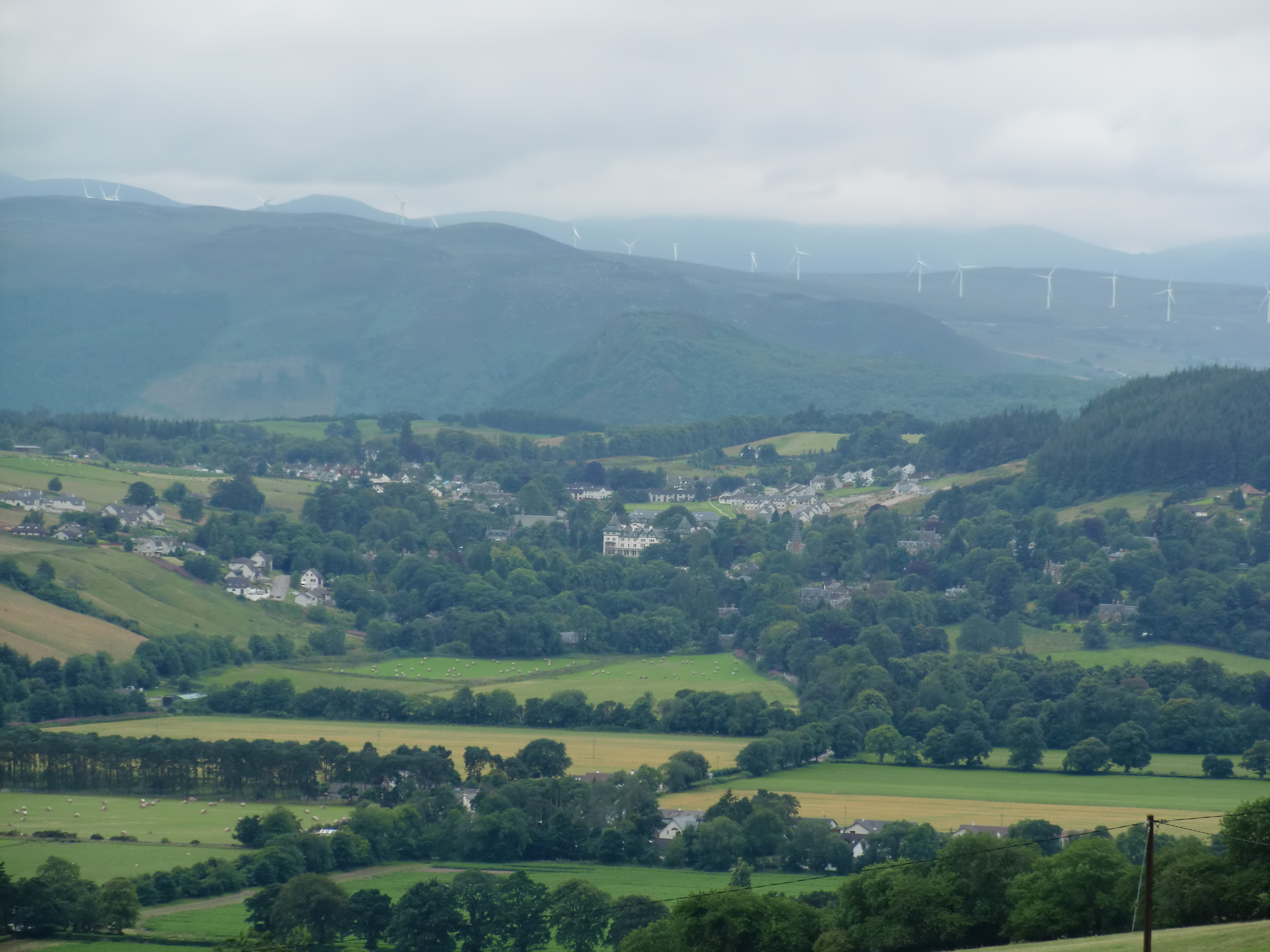
Strathpeffer vist des del nord-est.

- Blar Nan Ceann (batalla (camp) dels caps), es troba a l'extrem occidental del poble modern (referència de quadrícula NH47625773).[2] Se'n sap molt poc d'aquesta batalla, ni tan sols se'n sap la data. El que es coneix d'aquell dia és que els MacKenzies de Seaforth van derrotar els MacDonell de Glengarry, i que algun incident va tenir lloc en un pou prop del camp de batalla, anomenat posteriorment Tobar a' Chinn (pou del cap).

- Batalla de Blar Na Pairce (batalla (camp) del parc), d'aproximadament l'any 1486. Els MacKenzies locals, sota el comandament del seu cap Kenneth MacKenzie, van derrotar una gran força invasora de MacDonalds. El camp de batalla es troba al sud-oest del poble modern, a la vora del llac Kinellan. El llac conté un crannog, que va seguir servint de lloc de caça pels comtes de Ross fins al període medieval tardà i, segons es diu, va ser visitat per Robert The Bruce durant el seu regnat. Va ser des d'aquest crannog que Kenneth MacKenzie va sortir a l'encontre dels MacDonald.

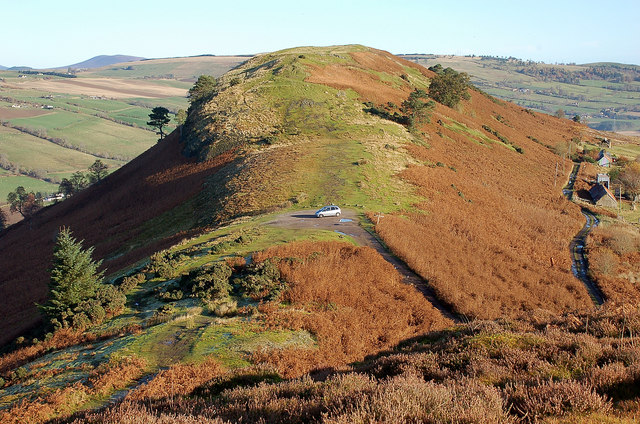
Turó Knockfarrel, també conegut com l'esquena del gat, a Drumchatt, on es diu que va tenir lloc la batalla entre els clans.

- La batalla de Drumchatt, que va tenir lloc l'any 1497 a Drumchatt (Druimchat) o "l'esquena del gat", una carena al sud-est de Strathpeffer. El clan Mackenzie i el clan Munro van derrotar el clan invasor MacDonald de Lochalsh.

A l'època victoriana, Strathpeffer va ser popular com a balneari, a causa del descobriment de fonts sulfuroses al segle xviii. La sala de bombes al mig del poble data de 1819. Poc després es va construir també un hospital i un hotel. L'any 1942 l'hospital Spa va ser destruït per un incendi. El pavelló Strathpeffer data de 1880 i va ser construït per oferir un lloc per a l'entreteniment dels visitants. Va caure en desús i en mal estat a finals del segle passat, però ara s'ha restaurat com a nou espai per a les arts, casaments, altres funcions i esdeveniments de tota mena.

## Ferrocarril

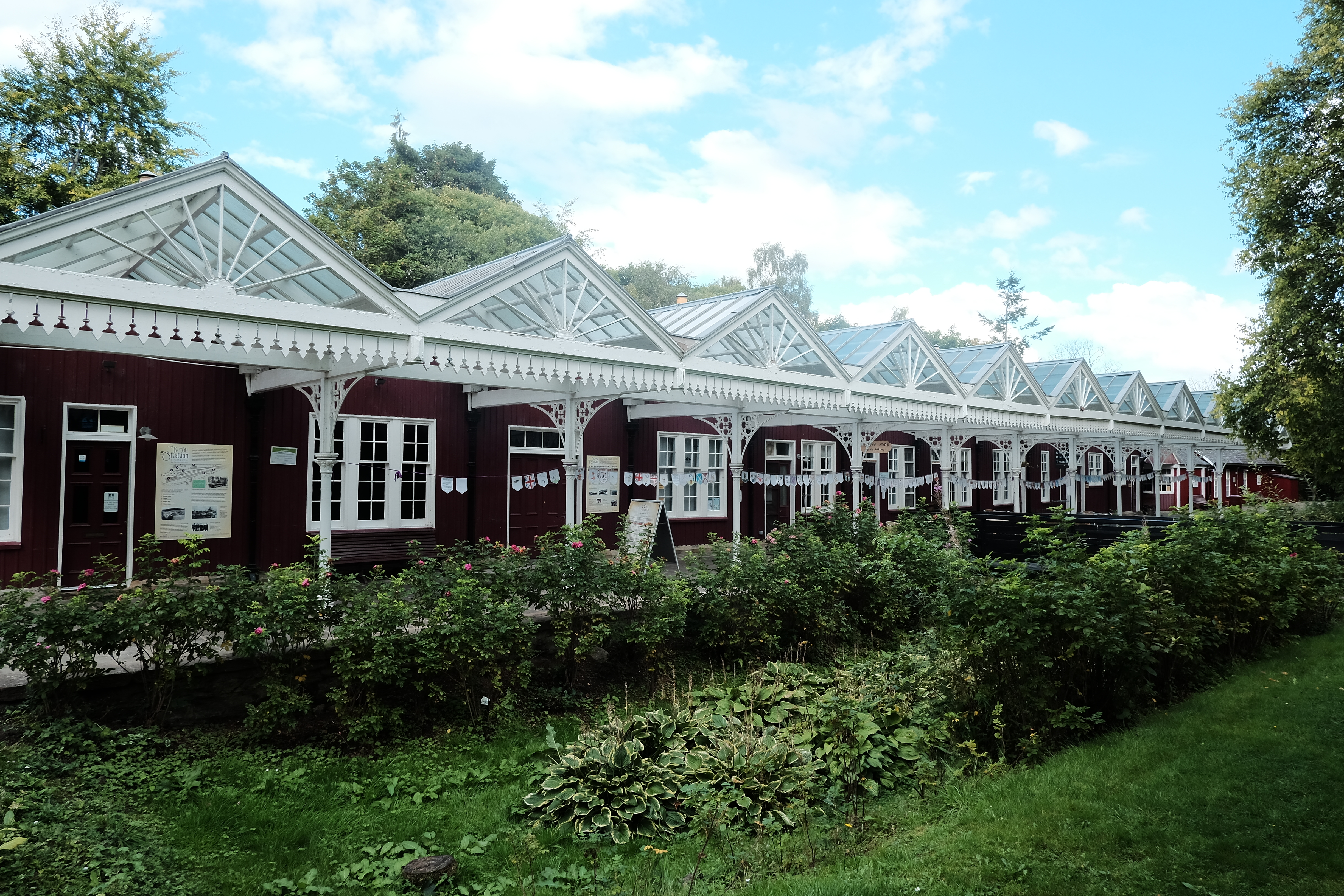
L'estació actualment.

L'arribada del ferrocarril a Dingwall el 1862 va ser capdalt per atraure més visitants a la ciutat. El 1885 es va construir un ramal de la línia Kyle of Lochalsh i es va obrir l'estació de ferrocarril de Strathpeffer el 3 de juny; el traçat més lògic de la línia passava pel poble, però les desavinences amb els propietaris van impedir inicialment que el ferrocarril travessés els seus terrenys. La sucursal va tancar el febrer de 1946. L'estació ara conté una gran varietat de botigues i punts de venda d'artesania, així com el Highland Museum of Childhood. L'edifici de l'estació en si és d'arquitectura victoriana clàssica i encara té l'andana original a la qual s'obren moltes de les botigues. Avui en dia les estacions més properes es troben a Dingwall i Garve.
L'Associació de Ferrocarrils de Strathpeffer Spa està duent a terme un projecte per a restaurar una part de la via, comprar una locomotara i executar una curta línia patrimonial.